# Wood e Stock: Sexo, Orégano e Rock’n’Roll
Pour plus de détails, voir Fiche technique et Distribution.
Wood e Stock: Sexo, Orégano e Rock'n'Roll est un long métrage d'animation brésilien réalisé par Otto Guerra, sorti en 2006.

## Synopsis
L'histoire de deux irréductibles hippies qui tentent de survivre dans le monde d'aujourd'hui.

## Commentaire
Le film s'inspire des bandes dessinées de Arnaldo Angeli Filho (dit Angeli) très populaires au Brésil et en Europe depuis les années 1980.

## Fiche technique
- Titre : Wood e Stock: Sexo, Orégano e Rock’n’Roll
- Réalisation : Otto Guerra
- Scénario : Angeli et Rodrigo John
- Musique : André Paixão, Virginia Simone
- Pays d'origine : Brésil
- Format : couleur ; 35 mm
- Genre : animation
- Durée : 81 minutes
- Date de sortie : 2006

## Doublage
- Zé Victor Castiel : Wood
- Sepé Tiaraju de Los Santos : Stock
- Janaína Kremer : Lady Jane
- Tom Zé : Raulzito
- Michele Frantz : Sunshine (le cochon)
- Felipe Mônaco : Rampal et Rhalah Rikota
- Rita Lee : Rê Bordosa
- Lobão : Bob Cuspe
- Geórgia Reck : Purpurina